# هاچی: داستان یک سگ
هاچی: داستان یک سگ (انگلیسی: Hachi: A Dog's Tale) فیلمی در ژانر درام به کارگردانی لاسه هالستروم است که در سال ۲۰۰۹ منتشر شد. از بازیگران آن می‌توان به ریچارد گی‌یر، جوآن آلن، کری هیرویوکی تاگاوا، سارا رومر، جیسن الکساندر اشاره کرد.
این فیلم اقتباسی است از داستان زندگی سگی به نام «هاچیکو» که ارتباط صمیمانهٔ او با هیده‌سابورو اوئنو و وفاداری بی‌حدش به این سرپرستش باعث گردید تا به‌عنوان اسطورهٔ وفاداری در ژاپن شناخته شود.

## داستان فیلم
هیده‌سابورو اوئنو (در فیلم پروفسور ویلسون) که استاد دانشگاه در دانشگاه توکیو است (در فیلم داستان در آمریکا روایت می‌شود) هاچی را به‌صورت اتفاقی در خیابان در زمانی که کوچک بود پیدا می‌کند (هاچی یک سگ نر از نژاد آکیتا بود که بعدها مشخص می‌شود نژاد وی خالص بوده) و سپس او را به خانه می‌برد همسر او که مخالف نگهداری سگ در منزل بود در ابتدا مانع حضور وی در خانه می‌شود ولی با اصرار پروفسور و رفتارهای بازیگوشانه سگ با حضور او در منزل موافقت می‌کند ارتباط صمیمی سگ و پروفسور باعث می‌شود که هاچیکو دوری صاحب خود را نتواند تحمل کند و هرروز پروفسور را تا ایستگاه قطار همراهی می‌کند و تا آمدن پروفسور منتظر بازگشت وی در آنجا می‌شود هاچی این کار را تقریباً دو سال انجام می‌دهد تا روزی که پروفسور به محل کار خود می‌رود در آن روز هاچی بسیار نگران به پروفسور واق واق می‌کند و حتی مانع رفتن وی به محل کارش می‌شود پروفسور بسیار با اون حرف می‌زد و هاچی را با ناز کردن آرام می‌کند و به محل کارش می‌رود. آن روز وی در دانشگاه دچار سکته می‌شود و فوت می‌کند. هاچی در ایستگاه منتظر بازگشت پروفسور می‌شود ولی وی بازنمی‌گردد از آن روز هاچی به مدت حدود ۱۰ سال تا زمان مرگش هرروز منتظر پروفسور در ایستگاه می‌شود این مسئله باعث تغییر رفتار پرسنل ایستگاه با هاچی و افراد دیگر در نزدیکی ایستگاه می‌شود چراکه در ابتدا رفتار آنها با هاچی دوستانه نبوده. حتی خانواده پروفسور بعد از نقل مکان کردن، هاچی را با خود به مکان دیگری می‌برند ولی هاچی نمی‌تواند دوری از محل همیشگی با پروفسور را تحمل کند و از خانه فرار می‌کند. مسئله وفاداری هاچی باعث جلب توجه روزنامه نگاران می‌شود و حتی در چند نوبت مقاله‌هایی از هاچی در روزنامه‌ها چاپ می‌شود که باعث شهرت او می‌گردد و مردم برای تهیه غذا و دیگر لوازم برای هاچی پول ارسال می‌کنند. در بخش انتهای فیلم زن پروفسور که بعد از دهمین سالگرد فوت پروفسور به محل دفن وی رفته بود در زمان بازگشت به ایستگاه قطار می‌رود و می‌بیند که هاچی همچنان منتظر پروفسور است هاچی پیر و کثیف بنظر می‌رسید ولی همچنان در چشمهایش انتظار دیدن پروفسور را می‌کشد زن پروفسور با دین این صحنه متأثر می‌شود و هاچی را در آغوش می‌کشد. در سکانس آخر فیلم هاچی چشمانش را میبند و پروفسور را میبند که دنبال وی آمده و سپس می‌میرد. (البته در داستان واقعی هاچی در نزدیکی ایستگاه در یکی از خیابان‌ها می‌میرد و از سرطان نیز رنج می‌برده).
داستان این فیلم بسیار متأثر کننده و تأثیر گذار بود که حتی یک مجسمه از هاچی در ایستگاه قطار در ژاپن برای او ساختند و او تبدیل به سمبل وفاداری در ژاپن می‌شود حتی یک مجسمه برنزی از هاچی در رود آیلند محل ساخت فیلم نیز برای هاچی می‌سازند هاچی بعد از مرگش در نزدیکی محل دفن پروفسور به خاک سپرده می‌شود.